# Alexa Internet
Alexa war ein Onlinedienst, der Daten über Seitenabrufe von Websites sammelte und darstellte. Das betreibende Unternehmen Alexa Internet Inc. ist ein Tochterunternehmen von Amazon.com. Der Dienst wurde am 1. Mai 2022 eingestellt.

## Geschichte
Alexa wurde 1996 von Brewster Kahle und Bruce Gilliat gegründet und 1999 von Amazon.com für 250 Millionen US-Dollar übernommen.

„Alexa war als Orientierungshilfe durch das Internet konzipiert. […] Wir wollten das Web katalogisieren. Die Nutzer sollten wissen, wo sie sich befinden, und vorgeschlagen bekommen, welche Seiten sie als nächstes besuchen könnten. Damit war das Konzept des Unternehmens im Grunde, für jede besuchte Webseite verwandte Links anzuzeigen.“

Anfänglich war Alexa Internet lediglich eine Symbolleiste für den Microsoft Internet Explorer. Später wurde die Symbolleiste auch für andere Webbrowser angeboten und ihre Funktionen mit der einer Suchmaschine zusammengefasst. Der Fokus lag darauf, die Qualität, den Datenverkehr und die Links einer bestimmten Website auszuwerten. Zuletzt war diese Symbolleiste hauptsächlich im englischsprachigen Kulturraum verbreitet.
Alexa Internet bewertete Websites nach der Art ihrer Anwahl in dem Sinne, ob diese direkt oder über ähnliche Seiten angewählt wurden. Hierbei fungierte Alexa Internet nicht als Suchmaschine im engeren Sinn, sondern als Datenbank, die Seiten listete, die zu der aktuell besuchten Website eine Beziehung hatten, also thematisch ähnlich waren. Dazu wertete Alexa Internet auch die Daten des Open Directory Projects aus.
Amazon hat Ende 2021 angekündigt, den Dienst am 1. Mai 2022 abzuschalten, beginnend mit der Webseite, gefolgt am 8. Dezember 2022 vom API-Zugriff.

## Alexa Rank
Mit dem Alexa Rank (auch Alexa traffic rank oder Global rank) wurden die festgestellten Besucherzahlen ausgewertet und auf diese Weise aufgrund von Daten der vorherigen drei Monate die 1.000.000 meistbesuchten Domains  und den Entwicklungstrend ermittelt.
Nachteilig auf die Aussagekraft des Alexa Rank wirkte sich der Umstand aus, dass zunächst nur die Informationen in die Bewertung der Websites einflossen, die durch die automatisierte Beobachtung der Nutzer der Symbolleiste gesammelt wurden. Es handelt sich also um eine nicht repräsentative Stichprobe.
Aufgrund der mangelhaften Stichprobe überschätzte Alexa die reale Reichweite bestimmter Webseiten um den Faktor 50; dies wies der Google-Forscher Peter Norvig 2007 mit einer Stichprobenanalyse nach.
Seit 2008 wurden die der Rangliste zugrunde liegenden Daten nicht mehr ausschließlich durch die Symbolleiste gesammelt, sondern aus unterschiedlichen Quellen zusammengetragen.
Ab 2020 waren dies verschiedenen Browser-Erweiterungen sowie Websites, die das Alexa-Script installiert hatten.